# Angelus Silesius
Angelus Silesius (născut Johannes Scheffler; n. decembrie 1624, Wrocław, Țările Coroanei Boeme – d. 9 iulie 1677, Wrocław, Țările Coroanei Boeme) a fost un poet german din Silezia.

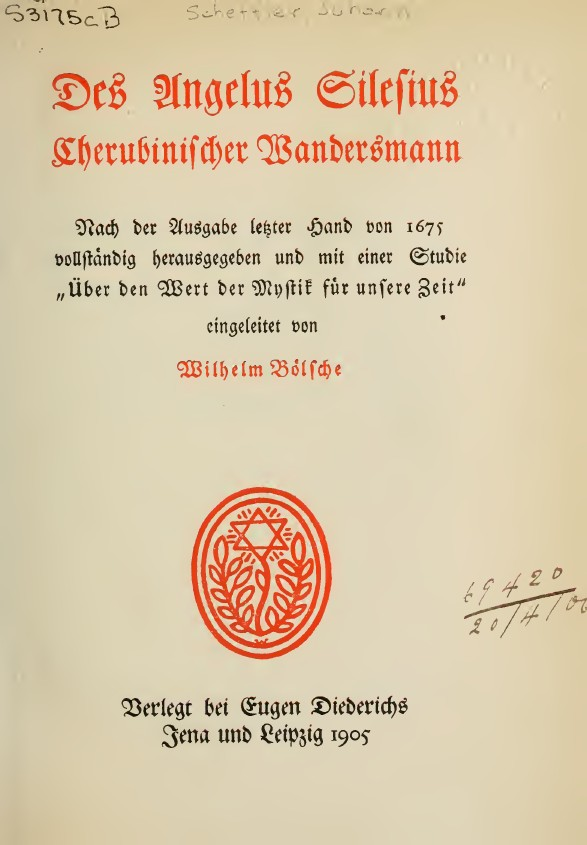
Des Angelus Silesius Cherubinischer Wandersmann (1905)

## Opera
- 1674: Cherubinischer Wandersmann („Pelerinul / călătorul heruvimic”)

## Traduceri în română
- Cherubinischer Wandersmann / Călătorul heruvimic, ediție bilingvă, traducere de Ioana Pârvulescu, Ed. Humanitas, București, 1999, cu aparat critic de specialitate, 168 p.